# Bianca Maria Piccinino
Bianca Maria Piccinino, italijanska novinarka in TV voditeljica, * 29. januar 1924, Trst. 

## Življenjepis
Rodila se je leta 1924 v Trstu, kjer je diplomirala iz biologije ter od leta 1953 delovala na Italijanski nacionalni televiziji RAI kot televizijska napovedovalka in voditeljica oddaj popularne znanosti.
Vodila je tudi priljubljeno televizijsko oddajo L'amico degli animali (Prijatelj živali) z Angelom Lombardijem in njegovim pomočnikom Andalom. 
Kot sovoditeljica je leta 1975 z Emilianom Fede vodila prvo osrednjo italijansko informativno oddajo Telegiornale (TG1), ob 17.00 uri.
Kjub zahtevam nekaterih po njenem prestopu na postajo Canale5, je ostala na RAI in vse do upokojitve leta 1989 vodila tedenske televizijske oddaje, povezane z modo. Po upokojitvi je nekaj let predavala o modi na Akademiji Koefia v Rimu in pisala članke za različne italijanske revije.

## Odlikovanja in nagrade
- San Giusto d’Oro, Trieste, 12. december 2014[3]